# Iperbilirubinemie ereditarie
Le iperbilirubinemie ereditarie sono un gruppo di malattie metaboliche in cui il tratto distintivo, ovvero l'iperbilirubinemia, è dovuto a cause genetiche.
Tra queste sono comprese:
- la sindrome di Gilbert
- la sindrome di Crigler-Najjar
- la sindrome di Lucey-Driscoll
- la sindrome di Dubin-Johnson
- la sindrome di Rotor